# Polissoir de la Marotte
Le polissoir de la Marotte ou polissoir du Plessis est un polissoir situé sur la commune de Mauléon, dans le département des Deux-Sèvres.

## Historique
Le polissoir est classé au titre des monuments historiques en 1945.

## Description
Le polissoir a été découvert dans la ferme du château de la Marotte où il est conservé. C'est un bloc de granite  de forme triangulaire. Il mesure 1,12 m sur 0,85 m de largeur et 0,40 m de hauteur. Il comporte une grande rainure de polissage de 38 cm de long sur 5 cm de profondeur.